# Козлов Артем Едуардович
Арте́м Едуа́рдович Козло́в (нар. 10 лютого 1997, Донецьк, Україна) — український футболіст, захисник.

## Життєпис
Вихованець футбольної академії донецького «Шахтаря». У 2014 році підписав контракт з іншим донецьким клубом, «Олімпіком». Через високу конкуренцію в першій команді спочатку виступав виключно за юнацьку та молодіжну команду донеччан. У 2015 році виступав за аматорський клуб «Зміна» (Біла Церква).
У липні 2017 року був орендований харківським «Геліосом». Дебютував у футболці «сонячних» 15 липня 2017 року в поєдинку Першої ліги проти «Балкан». У складі «Геліоса» в Першій лізі зіграв 16 матчів та відзначився 1 голом, ще 2 поєдинки провів у кубку України. Під час зимової перерви повернувся до «Олімпіка». Дебютував за першу команду клубу 1 квітня 2018 року в нічийному (0:0) виїзному поєдинку 25-о туру Прем'єр-ліги проти кам'янської «Сталі». Артем вийшов на поле в стартовому складі та відіграв увесь матч.
Влітку 2018 року був відданий в оренду в першолігові «Суми».